# Kolegium Opolskie Uniwersytetu Jagiellońskiego
Kolegium Opolskie Uniwersytetu Jagiellońskiego – zespół trzech kamienic Uniwersytetu Jagiellońskiego przy ulicy Gołębiej w Krakowie, odnowiony w latach 1979–1986 przy pomocy społeczeństwa województwa opolskiego oraz rzemieślników krakowskich. 
W skład kolegium wchodzi Bursa Starnigielska (nr 16), mieszcząca od XVII wieku do pierwszej połowy XIX wieku bursę dla ubogich studentów oraz dwie sąsiednie kamienice: nr 14 i nr 18.
Od 1987 w kolegium mieści się część jednostek Wydziału Polonistyki Uniwersytetu Jagiellońskiego m.in. Instytut Filologii Polskiej oraz Instytut Bibliotekoznawstwa i Informacji Naukowej.